# پودوستروگ
پودوستروگ (به لاتین: Podostrog) یک منطقهٔ مسکونی در مونته‌نگرو است که در بودوا واقع شده‌است. پودوستروگ ۶۸۸ نفر جمعیت دارد.